# Lietuvos moterų taryba
Lietuvos moterų taryba (LMT), var en organisation för kvinnors rättigheter i Litauen, grundad 1929. 
Litauens första kvinnoförening var Lietuvos moterų susivienijimas, som bildades 1905 för att kampanja för rösträtt och självständighet från Ryssland, men bara varade tillfälligt. Efter Litauiska Kvinnors Första Kongress 1907 fattades beslutet att en allmän kvinnoorganisation för litauiska kvinnor skulle bildas. Aktivisterna splittrades dock i katoliker, som bildade Lietuvių katalikių moterų draugija (1908-1940) och liberaler och socialister, som bildade Lietuvos moterų sąjunga (1922-1933). 
1929 bildades Lietuvos moterų taryba. Det finansierades av den auktoritära regimen, och inkluderade makor till flera politiker. Det var en paraplyorganisation för en rad litauiska kvinnoföreningar. Eftersom katolska kvinnor hade sin egen förening, medan liberala och socialdemokratiska kvinnors förening stängdes av regeringen 1933, skulle LMT officiellt företräda icke katolska (liberala och socialdemokratiska) kvinnors åsikter. Det var dock i praktiken regimtroget och stödde regimens policy vare sig det var i linje med kvinnors rättigheter eller emot dem. Dess största seger var förbudet mot sexhandeln 1935. LMT var Litauens representant i International Council of Women, och deltog i många internationella kongresser. LMT upplöstes efter den sovjetiska ockupationen 1940. 